# Anna Háblová
Anna Beata Háblová (* 16. května 1983, Praha) je česká architektka, urbanistka, teoretička a básnířka.
Za své teoretické práce získala ocenění Young Architect Award 2010 (cena rektora) a Young Planning Professionals Award 2012 (čestná cena). Publikovala básnické sbírky Kry (Mox Nox, 2013), Rýhy (Arbor Vitae, 2015), Nevypínejte (Dauphin, 2018) a básně v několika literárních časopisech. Roku 2017 vydala populárně naučnou knihu Města zdí: život a smrt obchodních center (Dokořán, Ipr). Příležitostně moderuje v kulturním centru Dominikánská 8 diskuze zaměřené na architekturu, umění a poezii.

## Život
Roku 2010 dokončila studium na Fakultě architektury ČVUT. V letech 2010–2011 pracovala v amsterdamské architektonické kanceláři SeArch, později[kdy?] spolupracovala s architekty z kanceláře Headhand, rok působila na Institutu plánování a rozvoje hl. m. Prahy. Roku 2018 získala na Fakultě architektury ČVUT titul Ph.D.
Jejím manželem je malíř a výtvarný pedagog Patrik Hábl.  

## Dílo

### Romány
- Směna, Host 2022, ISBN 978-80-275-1358-1

### Odborné publikace
- Města zdí: Život a smrt obchodních center, Dokořán 2017, ISBN 978-80-7363-861-0
- Nemísta měst: Opomíjená, pomíjivá a míjená místa měst, Host 2019, ISBN 978-80-7577-992-2

### Básnické sbírky
- Kry, Mox Nox 2013, ISBN 978-80-905064-3-5
- Rýhy, Arbor Vitae 2015, ISBN 978-80-7467-079-4
- Nevypínejte, Dauphin 2018, ISBN 978-80-7272-958-6
- O mé závislosti nikomu neříkej, Dauphin 2020, ISBN 978-80-7645-004-2

### Hudební alba
- Poetrycore, 2024 – s Martinem Kyšperským

### Ostatní
- Ateistický existencialismus průmyslových staveb. In: Druhý dech průmyslové architektury. 2007. ISBN 978-80-01-03805-5
- Vliv globalizace na proměnu měst. In: Juniorstav 2011. DOI: 978-80-214-4393-8
- Problematika obchodních center. In: Juniorstav 2012. DOI: 978-80-214-4393-8
- Vliv globalizace na proměnu Prahy. Architektonické listy Fakulty architektúry STU 3/2012 [online]. 2012 [cit. 2015-04-16]. Dostupné na: http://www.fa.stuba.sk/docs//casopisy/ALFA_3-2012-web01.pdf
- Influence of globalization on cities. In: Times of scarcity, Third European Urban Summer School. Westminster: University of Westminster. 2013.

## Ocenění
- Cena Molabu v soutěži Revit Open, 2007
- První cena na workshopu City development, 2009
- Cena rektora v soutěži Young architecture award za projekt Vize pro Prahu, 2010
- První cena na konferenci Juniorstav 2012 za příspěvek „Vliv globalizace na proměnu Prahy na přelomu 20. a 21. století“
- Čestná cena v mezinárodní soutěži „International Young Planning Professionals' Award 2012“ za příspěvek „Problematika obchodních center“
- Druhá cena na konferenci Juniorstav 2013 za příspěvek „Problematika obchodních center“